# Гамугофская белозубка
Гамугофская белозубка (лат. Crocidura bottegi) — вид млекопитающих рода Белозубки семейства Землеройковые. Видовое название дано в честь итальянского путешественника Витторио Боттего (1860—1897).
Восточная Африка: северная Кения (Marsabit) и южная Эфиопия (около озера Turkana, между Badditu и Dime; Hutterer 2005). Все находки, сделанные в Западной Африке, могут принадлежать к другим видам, например к виду Crocidura obscurior или к Crocidura eburnea. Встречаются на высотах около 1,750 м.
В 1996 году Crocidura bottegi был включен в «Международную Красную книгу» (англ. IUCN Red List of Threatened Animals) МСОП в статусе «Lower Risk/least concern», однако в 2004 году переведён в категорию «Data Deficient».